# Peter Brandt
Peter Brandt (født 11. juli 1644 i Sønderborg, død 28. januar 1701 i København) var en dansk overrentemester.

## Tidlig karriere
Han blev født i meget jævne kår. Faderen hed Christian Brandt og hørte til en vidt udbredt borgerlig slægt af dette navn. I Sønderborg tilbragte Brandt sin barndom med den skolegang, hjemmet kunne byde, hvorefter han som mange af sine landsmænd i snævrere forstand drog til Norge og kom der i tjeneste hos landkommissær Gaarman. Her fra gik han til København for at forsøge sin lykke og blev håndskriver, først hos en oberst Ahlefeldt og senere hos overjægermester Vincents Hahn.

## Rentemester
Både under kong Frederik III og kong Christian V var udsigterne til fremgang i statstjenesten særlig gunstige for sønderjyder. Ikke blot lettedes dem adgangen ved forkærlighed fra kongernes side, der i dem både fandt landsmænd i særlig forstand og embedsmænd opvoksede uden påvirkning af de i kongeriget rådende aristokratiske traditioner, men tillige anbefalede de sig ofte ved en duelighed, som retfærdiggjorde en vis protektion. Han blev 1676 hofzahlmester og zahlmester for krigskassen, 1677 zahlmester for alle kasser, 1678 oberzahlmester, 1680 kammerråd, 1681 rentemester, afskedigedes 1692 som overrentemester, blev 1690 deputeret i Landetatens Kommissariat.
I april 1676 opnåede Brandt udnævnelse til rentemester og kom derved til at stå under den daværende overrentemester, rendsborgeren Henrik von Stöcken. Med dennes ældste datter Abigael (Abel) Marie (ca. 1661 - begravet 30. januar 1714 i Sankt Petri Kirke) havde han bryllup (i Sankt Petri Kirke?) 1678, og nu gik det hurtig frem. 1679 nobiliteredes han (fornyet 1690), 1680 blev han oberzahlmester, 1681 blev han efter svigerfaderens død (død 1680) hans efterfølger samt generalkrigskommissær og på den sidste dag i året tillige deputeret i Kommissariatskollegiet ; dog udnævntes han først 1684 officielt til overrentemester.

### Utaknemmeligt embede
Under de i materiel henseende næsten fortvivlede forhold, som Danmark dengang frembød, da man, udmattet af krigene, bøjet under de for landvæsenet ugunstige konjunkturer, dog ambitionerede efter at spille en afgørende rolle i datidens politiske stridigheder, var posten som overrentemester en af de utaknemmeligst mulige stillinger. Brandt skal selv i en snæver vending have pantsat sine juveler for at skaffe penge i statskassen; men han savnede øjensynlig de overlegne evner, der kunne tilvejebringe en forbedring i disse forhold. I hovedsagen fortsatte han Christoffer Gabels finanspolitik, der ved skatter på jordegodset havde bragt landet ud over krisen efter 1660, men kun på bekostning af den danske landbostand og af de långivere, som havde måttet tage pant i Kronens jordegods. Landbrugets modstandskraft var dog for ringe til at tillade systemets fortsættelse uden de alvorligste og misligste følger. Det gods, der i midten af århundredet takseredes til en værdi af 50 rigsdaler for hver tønde hartkorn, sank ned til 1/4, ja 1/5 af denne pris, og udbyttet af pålæggene var så usikkert og utilstrækkeligt, at staten på ethvert punkt stod over for den pinligste mangel på pekuniær evne. At de indviede kendte den udvej at tilskrive Brandt i stærke udtryk med heftige beklagelser – over hans underordnede og sekretær, rentemester Johan Neve –, kunne vel hjælpe vedkommende ud over den øjeblikkelige knibe, men gjorde ikke sagen i dens helhed bedre. Dog hævdede Brandt sin stilling hos kongen, der flittigt benyttede hans arbejdskraft på forskellige måder, og hvis trofasthed mod gamle venner ydede i hvert fald ham et uryggeligt værn. I årene 1690-96 var han en del af kommissionen for rådstuen på Københavns Slot.

### Del af en hofklike
1684 udnævntes han til amtmand i det inddragne Tønder Amt, 1685 fulgte han kongen til Norge, 1687 var han i hans følge med på Bornholm, 1688 blev han Ridder af Dannebrog. En lille kreds af hans omgivelser: Conrad Biermann von Ehrenschild, Adam Levin Knuth og Michael Vibe, – af modstanderne kaldet "Kabalen" eller de tyske – holdt sig tillige med ham på deres dominerende pladser, indtil klagerne endelig blev for stærke for Brandts vedkommende.

### Tab af indflydelse
At han havde søgt at besværge stormen ved forsøg på reformer, hjalp lige så lidt som de tryglende bestræbelser for at rejse indenlandske lån hos kommuner og private; ondet var for indgroet til at kunne bødes ved slige palliativer. Heller ikke forslog de påbudte kopskatter eller den fortifikationsskat, der afdroges i lønningerne 1691. Hovedangrebet kom sluttelig fra Christian Siegfried von Plessen, der som bestyrer af prins Jørgens danske indtægter havde gjort sådanne erfaringer, at han kunne tale med en myndighed, som harmen lånte kraft til at besejre den seje modstand. I slutningen af 1691 var han allerede i stand til at kunne forudsige store forandringer til det forestående nytår, og kongen beskæftigede sig i en grad som aldrig ellers med de håbløse finansielle forhold. Omsider faldt afgørelsen, da Plessen selv 1692 i januar blev præsident i Rentekammeret; men Brandt havde dog fremdeles en så nådig konge, at nederlaget for ham fik formen af en udnævnelse til at forestå direktionen af General-(Krigs-)Kommissariatet og til gehejmeråd.
Brandts virksomhed standsedes således ingenlunde, men tabte den tonegivende karakter, den før havde haft. Fremdeles bevarede han øjensynlig sin herres nåde og figurerede nu som før på en fremtrædende måde ved de festligheder, hvortil hoflivet gav anledning. Men han ældedes, og under den nye konge svækkedes hans kraft hurtigt. 28. januar 1701 døde han af vattersot og begravedes i Sankt Petri Kirke.

## Godsejer
Efter et forbigående forsøg på at blive herremand ved at købe Tybjerggård udløste han 1684 efter svigerfaderens død sine medarvinger af ejendomsretten til Pederstrup, hvor han opførte en ny hovedbygning og udførte mange hånde forbedringer og nye anlæg, bl.a. ladegården Skelstofte. Efter hans død blev enken overhofmesterinde for prins Christian (VI). Af sit ægteskab havde han otte børn, men kun tre af dem overlevede ham, to sønner og en datter (en anden Datter omkom ved Sophie Amalienborgs brand 1689). Hans yngste søns to sønner var Christian Brandt, kancellipræsidenten, og grev Enevold Brandt, men med dem uddøde hans slægt.
Han er afbildet på Jacques d'Agars maleri af Højesteret 1697 (De Danske Kongers Kronologiske Samling).